# マルクス・リウィウス・ドルスス
マルクス・リウィウス・ドルスス（Marcus Livius Drusus、 - 紀元前108年）はプレブス（平民）出身の共和政ローマの政治家・軍人。紀元前122年に護民官となってガイウス・グラックスの急進的な改革を阻止、紀元前112年に執政官（コンスル）を務め、その後マケドニア属州総督としてトラキアとスコルディスキに勝利、紀元前109年には監察官（ケンソル）を務めたが任期中に死亡した。-

## 出自
ドルススはプレブスであるリウィウス氏族であるが、紀元前302年にはマルクス・リウィウス・デンテルが執政官に就任しており、その後紀元前3世紀終わりからはその富と名声を背景に多くの高官を出している。ドルススというコグノーメン（第三名、家族名）はケルト系の語源と思われる。
ドルススの父方の実の祖父は、パトリキ（貴族）であるアエミリウス氏族の出身であるが、マルクス・リウィウス・サリナトル（紀元前219年と紀元前207年の執政官）の養子となった。これはパトリキがプレブスの養子となった最初の例である。アエミリウス氏族のどの家系から養子に入ったかは歴史家の中でも意見が分かれている。ドイツの歴史家フリードリッヒ・ミュンツァーは、サリナトルの執政官時代の同僚であったルキウス・アエミリウス・パウッルス（カンナエの戦いで戦死）の息子としている。G. サムナーはマニウス・アエミリウス・レピドゥスの息子としているが、この場合はドルススは紀元前158年の執政官マルクス・アエミリウス・レピドゥスの甥になる。
ドルススの父であるガイウス・リウィウス・ドルススは紀元前147年に執政官となっている。第三次ポエニ戦争の最中であり、ドルススはスキピオ・アエミリアヌスのカルタゴ遠征を阻止しようとしたが失敗している。ガイウスには紀元前105年の執政官プブリウス・ルティリウス・ルフスの妻となった娘 と二人の息子があったが、長男は盲目であり、政治家となることはできなかった。したがって、氏族の将来は次男であるマルクス・リウィウス・ドルススが背負うことになった。

## 経歴

### 初期の経歴
キケロはその著作『善と悪の究極について』で、ドルススはガイウス・グラックス（グラックス弟）とほぼ同年齢であるとしている。グラックス弟は紀元前154年か紀元前153年の生まれである。F. ミュンツァーによれば、ドルススはグラックス弟より数歳年上の可能性がある。G.サムナーはドルススの生年を紀元前155年としている。おそらく、若い頃にはドルススは「スキピオ派」に属していたと思われる。彼らの団結は固く、ギリシア文化を愛し、穏健な改革を目指していた。もっとも、ドルススが歴史に現れるのは紀元前122年に護民官になったときである（その時点では、スキピオ・アエミリアヌスの死からすでに7年が経過している）。また、リウィウス氏族という出自からドルススはオプティマテス（門閥派）に所属していたはずである。妻はパトリキのコルネリウス氏族の出身であった。これはグラックス兄弟の改革には反対であったスキピオ家とも近い関係にあったことを示している。

### 護民官
ドルススは紀元前122年に護民官に就任するが、同僚護民官の一人に前年から連続当選して過激な改革を進めていたグラックス弟がいた。おそらく、ドルススはグラックスの政敵達から改革を阻止することを期待されて推薦されたものと思われる。プルタルコスはドルススの当選後に門閥派が彼を告訴したとしているが、プルタルコスは全体像をひずめている可能性がある。プルタルコスによれば、ドルススはグラックス弟に対して「重量1ポンド当たり1000ドラクマの銀のイルカを、200ドラクマで購入した」と非難している。
護民官の職権である拒否権を利用して、ドルススはグラックスの法案の実施をあらゆる手段で拒否した。同時にドルススは新しい戦術も採用した。即ち彼自身の改革案を提示したが、この案はより急進的に見えるものであったが現実にはほとんど実行されなかった。これはグラックスの人気を落とすために実施されたものであった。グラックスの案では、新しい2つの植民都市の建設に当たり「最も裕福な階層の市民は、国家のために小額の借地料を支払う」こととなっていたが、ドルススは13の新しい植民都市にそれぞれ3,000人を入植させ、金銭の徴収はしないとした。結局ドルススの法案が成立し、グラックスの人気は落ちた。グラックスが提唱したローマ市民権をラテン同盟都市にも与えるとの法案を無力化するために、ラテン市民に対する体罰を、それが軍務に服している場合であっても、禁止する法案を成立させた。この法案はローマ市民には何の負担にもならないため、ドルススの人気は上がった。グラックスの法案が成立しなかったのは、ドルススが拒否権を行使しために成立しなかったと思割れる。ドルススは民会での演説において、彼の行動は元老院とノビレスの承認を得たものであると繰り返し、市民の支配層に対する感情を改善することに成功した。
ドルススはグラックス派の護民官であるマルクス・フルウィウス・フラックスをスキピオ・アエミリアヌス暗殺の容疑で告訴した。ドルススがフルウィウスを追い詰めているという報告を受け、植民都市コロニア・ユノニアの建設のためアフリカへ赴いていたグラックスもローマに戻らざるを得なくなった。ドルススの行動はオプティマテスの勢力を強めた。グラックスは翌年の選挙に落選し、反乱を起こすが失敗、自決した。
この護民官としての活動のため、ドルススは「元老院の擁護者」 との称号を得た。後に反グラックス派の有力者の何人かが起訴されているが、ドルススはそのような騒ぎに巻き込まれず、その政歴を継続している。

### 法務官
キケロの手紙の一つに、ドルススという人物が首都法務官（プラエトル）であったことが触れられている。そこでは奴隷と元の所有者の義務に関する法案が通過したことが述べられている。この法務官はマルクス・リウィウス・ドルススであると思われるが、ウィリウス法の規定（法務官から執政官就任までの最短期間は3年） から、紀元前115年までにはドルススは法務官に就任していたはずである。アウレリウス・ウィクトルは法務官を務めた後にドルススはアフリカ属州総督となったとしているが、これは明らかに間違いである。

### 執政官および属州総督
紀元前112年にドルススは執政官に就任する。同僚執政官は、やはりプレブスであるルキウス・カルプルニウス・ピソ・カエソニヌスであった。ドルススは紀元前122年の護民官時代からの仕事、すなわち公有地法の改定を継続していたとする説があるが、F. ミュンツァーはこの仮説は十分に立証されていないとしている。その後前執政官（プロコンスル）としてマケドニア属州総督を務めた、そこではトラキアおよびスコルディスキとの戦争が起こっていた。この戦争に関する古代の記録はあまり残っていない。この両者に対する作戦において（紀元前111年-紀元前110年）、ドルススは敵に勝利し、戦争が完全に終結したわけではなかったものの、指揮権をマルクス・ミヌキウス・ルフスに引き渡した。ローマに戻ったドルススは凱旋式を実施するが、これはリウィウス氏族にとって三度目の凱旋式であった。

### 監察官
ドルススは紀元前109年にパトリキであるマルクス・アエミリウス・スカウルスとともに監察官（ケンソル）に就任した。しかし、翌年に任期中にドルススは死去した。

## 家族
ドルススはコルネリア（コルネリウス氏出身だがどの家かは不明）と結婚し、男子二人と女子一人をもうけた。そのプラエノーメン（第一名、個人名）から長男と思われるマルクス・リウィウス・ドルススは、紀元前91年の護民官となってローマの改革を実施している。次男はアエミリウス・レピドゥス家に養子に入りマメルクス・アエミリウス・レピドゥス・リウィアヌスという名前となって紀元前77年の執政官となった。娘ユリアは最初小カエピオと結婚し、続いてマルクス・ポルキウス・カト・サロニアヌス（大カトの孫）と結婚して小カトを産んでいる。カエサルを暗殺したブルトゥスは小カトの娘と結婚しているため、ドルススのひ孫にあたる。

## 評価
キケロによれば、ドルススは「雄弁と強固な意志」を持っていた。シケリアのディオドロスは「美徳をもった貴人であるが、護民官として市民にも愛され」、寛大で、「非常に信頼され」、良心の持ち主と評価している。おそらくディオドロスの見方はポセイドニオスのそれを下敷きにしていると思われる。また、ディオドロスはドルススとその息子に関する歴史的な逸話を紹介している。
ドルスス家は、その一族の高貴さ、彼らが市民に示した優しさと礼儀で知られていた。したがって、ある法律が立案され、承認された際に一人の市民が、「この法律はドルスス親子を除く全ての市民に適用される」と冗談を書いた。
シケリアのディオドロス『歴史叢書』、XXXVII, 10, 2.
紀元前91年、護民官ドルススに対してガイウス・パピリウス・カルボ（紀元前90年の護民官）は、彼が提出した法案を非難するに当たって父ドルススの権威に訴えている「マルクス・リウィウス・ドルススよ、貴殿は常に共和国は神聖であり、罪を犯した場合は誰であれ罰せられなくてはならないといっている。しかし父の賢明な言葉にもかかわらず、息子は無謀である」。

## 参考資料

### 古代の資料
- セクストゥス・アウレリウス・ウィクトル『ローマ偉人伝』
- フロルス、"Epitome de T. Livio Bellorum omnium annorum DCC Libri duo"
- アッピアノス『ローマ史』
- シケリアのディオドロス『歴史叢書』
- カピトリヌスのファスティ
- ティトゥス・リウィウス『ローマ建国史』
- プルタルコス『倫理論集』
- プルタルコス『対比列伝』
- ガイウス・スエトニウス・トランクィッルス『皇帝伝』
- マルクス・トゥッリウス・キケロ『ブルトゥス』
- マルクス・トゥッリウス・キケロ『善と悪の究極について』
- マルクス・トゥッリウス・キケロ『アッティクスへの手紙』
- マルクス・トゥッリウス・キケロ『トゥスクルム荘対談集』
- マルクス・トゥッリウス・キケロ『弁論家について』

### 研究書
- Bédian E. "Cepion and Norban (notes on the decade of 100-90 BC)" // Studia Historica. - 2010. - number X . - P. 162-207 .
- Kovalev S. "History of Rome." - M .: Polygon, 2002. - 944 p. - ISBN 5-89173-171-1 .
- Mommsen T. "History of Rome." - Rostov-on-Don: Phoenix, 1997. - T. 1. - 642 p. - ISBN 5-222-00046-X.
- Tsirkin Yu. "Civil wars in Rome. Defeated." - St. Petersburg. : Publishing house of St. Petersburg State University, 2006. - 314 p. - ISBN 5-288-03867-8 .
- Broughton R. "Magistrates of the Roman Republic." - New York, 1951. - Vol. I. - P. 600.
- Münzer F. "Livius 12, 13" // Paulys Realencyclopädie der classischen Altertumswissenschaft . - 1926. - Bd. XIII, 1. - Kol. 853-855.
- Münzer F. "Livius 14" // Paulys Realencyclopädie der classischen Altertumswissenschaft . - 1926. - Bd. XIII, 1. - Kol. 855.
- Münzer F. "Livius 15" // Paulys Realencyclopädie der classischen Altertumswissenschaft . - 1926. - Bd. XIII, 1. - Kol. 855-856.
- Münzer F. "Livius 17" // Paulys Realencyclopädie der classischen Altertumswissenschaft . - 1926. - Bd. XIII, 1. - Kol. 856-859.
- Münzer F. "Livius 19" // Paulys Realencyclopädie der classischen Altertumswissenschaft . - 1926. - Bd. XIII, 1. - Kol. 881-884.
- Münzer F. "Römische Adelsparteien und Adelsfamilien." - Stuttgart, 1920. - P. 437.
- Münzer F. "Sempronius 47" // Paulys Realencyclopädie der classischen Altertumswissenschaft." - 1923. - Bd. XIII, 1. - Kol. 1375-1400.
- Sumner G. "Orators in Cicero's Brutus: prosopography and chronology." - Toronto: University of Toronto Press, 1973. - 197 p. - ISBN 9780802052810